# 마녀의 덫: 마법의 슬리핑 뷰티
《마녀의 덫: 마법의 슬리핑 뷰티》(Sleeping Beauty)는 미국에서 제작된 르네 페르즈 감독의 2014년 액션, 드라마 영화이다. 제니 알포드 등이 주연으로 출연하였다.

## 출연

### 주연
- 제니 알포드
- 로버트 앰슬러